# Кубок Англії з футболу 1997—1998
Кубок Англії з футболу 1997—1998 — 117-й розіграш найстарішого футбольного турніру у світі, Кубка виклику Футбольної Асоціації, також відомого як Кубок Англії.

## Кваліфікаційні раунди
Усі клуби, що беруть участь у змаганнях, але не грають Прем'єр-лізі або в Чемпіоншипі повинні пройти кваліфікаційні раунди.

## Перший раунд
На цій стадії турніру починають грати клуби з Першої та Другої ліг.
| Дата                      | Господарі         | Рахунок      | Гості                    |
| ------------------------- | ----------------- | ------------ | ------------------------ |
| 14 листопада              | Бристоль Роверз   | 2:2          | Джиллінгем               |
| 25 листопада Перегравання | Джиллінгем        | 0:2          | Бристоль Роверз          |
| 14 листопада              | Свонсі Сіті       | 1:4          | Пітерборо Юнайтед        |
| 15 листопада              | Блекпул           | 4:3          | Блайт Спартанс           |
| 15 листопада              | Честер Сіті       | 2:1          | Вінсфорд Юнайтед         |
| 15 листопада              | Честерфілд        | 1:0          | Нортвіч Вікторія         |
| 15 листопада              | Дарлінгтон        | 1:1          | Соліхалл Боро            |
| 26 листопада Перегравання | Соліхалл Боро     | 3:3 пен. 2:4 | Дарлінгтон               |
| 15 листопада              | Борнмут           | 3:0          | Хейбрідж Свіфтс          |
| 15 листопада              | Барнет            | 1:2          | Вотфорд                  |
| 15 листопада              | Бристоль Сіті     | 1:0          | Міллволл                 |
| 15 листопада              | Престон Норт-Енд  | 3:2          | Донкастер Роверз         |
| 15 листопада              | Рочдейл           | 0:2          | Рексем                   |
| 15 листопада              | Волсолл           | 2:0          | Лінкольн Юнайтед         |
| 15 листопада              | Вокінг            | 0:2          | Саутенд Юнайтед          |
| 15 листопада              | Лінкольн Сіті     | 1:1          | Гейнсборо Трініті        |
| 25 листопада Перегравання | Лінкольн Сіті     | 3:2          | Гейнсборо Трініті        |
| 15 листопада              | Лутон Таун        | 0:1          | Торкі Юнайтед            |
| 15 листопада              | Шрусбері Таун     | 1:1          | Грімсбі Таун             |
| 25 листопада Перегравання | Грімсбі Таун      | 4:0          | Шрусбері Таун            |
| 15 листопада              | Вікем Вондерерз   | 2:2          | Бейсінгстоук Таун        |
| 25 листопада Перегравання | Бейсінгстоук Таун | 2:2 пен. 5:4 | Вікем Вондерерз          |
| 15 листопада              | Брентфорд         | 2:2          | Колчестер Юнайтед        |
| 25 листопада Перегравання | Колчестер Юнайтед | 0:0 пен. 4:2 | Брентфорд                |
| 15 листопада              | Кінгс Лінн        | 1:0          | Бромсгроув Роверс        |
| 15 листопада              | Плімут Аргайл     | 0:0          | Кембридж Юнайтед         |
| 25 листопада Перегравання | Кембридж Юнайтед  | 3:2          | Плімут Аргайл            |
| 15 листопада              | Галл Сіті         | 0:2          | Генсфорд Таун            |
| 15 листопада              | Карлайл Юнайтед   | 0:1          | Віган Атлетік            |
| 15 листопада              | Олдем Атлетік     | 1:1          | Менсфілд Таун            |
| 25 листопада Перегравання | Менсфілд Таун     | 0:1          | Олдем Атлетік            |
| 15 листопада              | Ексетер Сіті      | 1:1          | Нортгемптон Таун         |
| 25 листопада Перегравання | Нортгемптон Таун  | 2:1          | Ексетер Сіті             |
| 15 листопада              | Сканторп Юнайтед  | 2:1          | Скарборо                 |
| 15 листопада              | Челтенгем Таун    | 2:1          | Тайвертон Таун           |
| 15 листопада              | Саутпорт          | 0:4          | Йорк Сіті                |
| 15 листопада              | Моркам            | 1:1          | Емлі                     |
| 25 листопада Перегравання | Емлі              | 3:3 пен. 3:1 | Моркам                   |
| 15 листопада              | Каршолтен Атлетік | 0:0          | Стівенідж Боро           |
| 24 листопада Перегравання | Стівенідж Боро    | 5:0          | Каршолтен Атлетік        |
| 15 листопада              | Герефорд Юнайтед  | 2:1          | Брайтон енд Гоув Альбіон |
| 15 листопада              | Ротергем Юнайтед  | 3:3          | Бернлі                   |
| 25 листопада Перегравання | Бернлі            | 0:3          | Ротергем Юнайтед         |
| 15 листопада              | Хейз              | 0:1          | Борем Вуд                |
| 15 листопада              | Хендон            | 2:2          | Лейтон Орієнт            |
| 25 листопада Перегравання | Лейтон Орієнт     | 0:1          | Хендон                   |
| 15 листопада              | Ілкстон Таун      | 2:1          | Бостон Юнайтед           |
| 15 листопада              | Слау Таун         | 1:1          | Кардіфф Сіті             |
| 25 листопада Перегравання | Кардіфф Сіті      | 3:2          | Слау Таун                |
| 15 листопада              | Фарнборо Таун     | 0:1          | Дагенем енд Ребридж      |
| 15 листопада              | Гартліпул Юнайтед | 2:4          | Маклсфілд Таун           |
| 15 листопада              | Біллерікі Таун    | 2:3          | Візбіч Таун              |
| 16 листопада              | Ноттс Каунті      | 2:0          | Колвін Бей               |
| 16 листопада              | Маргейт           | 1:2          | Фулгем                   |

## Другий раунд
До другого раунду увійшли переможці першого раунду. 
| Дата                   | Господарі         | Рахунок      | Гості               |
| ---------------------- | ----------------- | ------------ | ------------------- |
| 5 грудня               | Честер Сіті       | 0:2          | Рексем              |
| 6 грудня               | Престон Норт-Енд  | 2:2          | Ноттс Каунті        |
| 16 грудня Перегравання | Ноттс Каунті      | 1:2          | Престон Норт-Енд    |
| 6 грудня               | Візбіч Таун       | 0:2          | Бристоль Роверз     |
| 6 грудня               | Грімсбі Таун      | 2:2          | Честерфілд          |
| 16 грудня Перегравання | Честерфілд        | 0:2          | Грімсбі Таун        |
| 6 грудня               | Маклсфілд Таун    | 0:7          | Волсолл             |
| 6 грудня               | Лінкольн Сіті     | 2:2          | Емлі                |
| 17 грудня Перегравання | Емлі              | 3:3 пен. 4:3 | Лінкольн Сіті       |
| 6 грудня               | Генсфорд Таун     | 0:1          | Дарлінгтон          |
| 6 грудня               | Фулгем            | 1:0          | Саутенд Юнайтед     |
| 6 грудня               | Нортгемптон Таун  | 1:1          | Бейсінгстоук Таун   |
| 16 грудня Перегравання | Бейсінгстоук Таун | 0:0 пен. 3:4 | Нортгемптон Таун    |
| 6 грудня               | Олдем Атлетік     | 2:1          | Блекпул             |
| 6 грудня               | Сканторп Юнайтед  | 1:1          | Ілкстон Таун        |
| 17 грудня Перегравання | Ілкстон Таун      | 1:2          | Сканторп Юнайтед    |
| 6 грудня               | Кардіфф Сіті      | 3:1          | Хендон              |
| 6 грудня               | Челтенгем Таун    | 1:1          | Борем Вуд           |
| 16 грудня Перегравання | Борем Вуд         | 0:2          | Челтенгем Таун      |
| 6 грудня               | Торкі Юнайтед     | 1:1          | Вотфорд             |
| 16 грудня Перегравання | Вотфорд           | 2:1          | Торкі Юнайтед       |
| 6 грудня               | Ротергем Юнайтед  | 6:0          | Кінгс Лінн          |
| 6 грудня               | Віган Атлетік     | 2:1          | Йорк Сіті           |
| 6 грудня               | Пітерборо Юнайтед | 3:2          | Дагенем енд Ребридж |
| 6 грудня               | Колчестер Юнайтед | 1:1          | Герефорд Юнайтед    |
| 16 грудня Перегравання | Герефорд Юнайтед  | 1:1 пен. 5:4 | Колчестер Юнайтед   |
| 6 грудня               | Кембридж Юнайтед  | 1:1          | Стівенідж Боро      |
| 15 грудня Перегравання | Стівенідж Боро    | 2:1          | Кембридж Юнайтед    |
| 7 грудня               | Борнмут           | 3:1          | Бристоль Сіті       |

## Третій раунд
Переможці другого раунду зіграли з усіма командами з Прем'єр-ліги та Чемпіоншипу.
| Дата                  | Господарі            | Рахунок      | Гості                   |
| --------------------- | -------------------- | ------------ | ----------------------- |
| 3 січня               | Ліверпуль            | 1:3          | Ковентрі Сіті           |
| 3 січня               | Престон Норт-Енд     | 1:2          | Стокпорт Каунті         |
| 3 січня               | Вотфорд              | 1:1          | Шеффілд Венсдей         |
| 14 січня Перегравання | Шеффілд Венсдей      | 0:0 пен. 5:3 | Вотфорд                 |
| 3 січня               | Лестер Сіті          | 4:0          | Нортгемптон Таун        |
| 3 січня               | Блекберн Роверз      | 4:2          | Віган Атлетік           |
| 3 січня               | Грімсбі Таун         | 3:0          | Норвіч Сіті             |
| 3 січня               | Кру Александра       | 1:2          | Бірмінгем Сіті          |
| 3 січня               | Дербі Каунті         | 2:0          | Саутгемптон             |
| 3 січня               | Свіндон Таун         | 1:2          | Стівенідж Боро          |
| 3 січня               | Шеффілд Юнайтед      | 1:1          | Бері                    |
| 13 січня Перегравання | Бері                 | 1:2          | Шеффілд Юнайтед         |
| 3 січня               | Манчестер Сіті       | 2:0          | Бредфорд Сіті           |
| 3 січня               | Квінз Парк Рейнджерс | 2:2          | Мідлсбро                |
| 13 січня Перегравання | Мідлсбро             | 2:0          | Квінз Парк Рейнджерс    |
| 3 січня               | Барнслі              | 1:0          | Болтон Вондерерз        |
| 3 січня               | Бристоль Роверз      | 1:1          | Іпсвіч Таун             |
| 13 січня Перегравання | Іпсвіч Таун          | 1:0          | Бристоль Роверз         |
| 3 січня               | Портсмут             | 2:2          | Астон Вілла             |
| 14 січня Перегравання | Астон Вілла          | 1:0          | Портсмут                |
| 3 січня               | Вест Гем Юнайтед     | 2:1          | Емлі                    |
| 3 січня               | Крістал Пелес        | 2:0          | Сканторп Юнайтед        |
| 3 січня               | Кардіфф Сіті         | 1:0          | Олдем Атлетік           |
| 3 січня               | Чарльтон Атлетик     | 4:1          | Ноттінгем Форест        |
| 3 січня               | Арсенал              | 0:0          | Порт Вейл               |
| 14 січня Перегравання | Порт Вейл            | 1:1 пен. 3:4 | Арсенал                 |
| 3 січня               | Лідс Юнайтед         | 4:0          | Оксфорд Юнайтед         |
| 3 січня               | Ротергем Юнайтед     | 1:5          | Сандерленд              |
| 4 січня               | Евертон              | 0:1          | Ньюкасл Юнайтед         |
| 4 січня               | Челсі                | 3:5          | Манчестер Юнайтед       |
| 4 січня               | Вімблдон             | 0:0          | Рексем                  |
| 13 січня Перегравання | Рексем               | 2:3          | Вімблдон                |
| 5 січня               | Тоттенгем Готспур    | 3:1          | Фулгем                  |
| 13 січня              | Борнмут              | 0:1          | Гаддерсфілд Таун        |
| 13 січня              | Вест-Бромвіч Альбіон | 3:1          | Сток Сіті               |
| 13 січня              | Челтенгем Таун       | 1:1          | Редінг                  |
| 20 січня Перегравання | Редінг               | 2:1          | Челтенгем Таун          |
| 13 січня              | Герефорд Юнайтед     | 0:3          | Транмер Роверз          |
| 13 січня              | Пітерборо Юнайтед    | 0:2          | Волсолл                 |
| 14 січня              | Дарлінгтон           | 0:4          | Вулвергемптон Вондерерз |

## Четвертий раунд
У цьому раунді зіграли переможці попереднього етапу.
| Дата                  | Господарі               | Рахунок      | Гості                   |
| --------------------- | ----------------------- | ------------ | ----------------------- |
| 24 січня              | Астон Вілла             | 4:0          | Вест-Бромвіч Альбіон    |
| 24 січня              | Іпсвіч Таун             | 1:1          | Шеффілд Юнайтед         |
| 3 лютого Перегравання | Шеффілд Юнайтед         | 1:0          | Іпсвіч Таун             |
| 24 січня              | Транмер Роверз          | 1:0          | Сандерленд              |
| 24 січня              | Тоттенгем Готспур       | 1:1          | Барнслі                 |
| 4 лютого Перегравання | Барнслі                 | 3:1          | Тоттенгем Готспур       |
| 24 січня              | Ковентрі Сіті           | 2:0          | Дербі Каунті            |
| 24 січня              | Манчестер Юнайтед       | 5:1          | Волсолл                 |
| 24 січня              | Крістал Пелес           | 3:0          | Лестер Сіті             |
| 24 січня              | Гаддерсфілд Таун        | 0:1          | Вімблдон                |
| 24 січня              | Кардіфф Сіті            | 1:1          | Редінг                  |
| 3 лютого Перегравання | Редінг                  | 1:1 пен. 4:3 | Кардіфф Сіті            |
| 24 січня              | Чарльтон Атлетик        | 1:1          | Вулвергемптон Вондерерз |
| 3 лютого Перегравання | Вулвергемптон Вондерерз | 3:0          | Чарльтон Атлетик        |
| 24 січня              | Лідс Юнайтед            | 2:0          | Грімсбі Таун            |
| 24 січня              | Бірмінгем Сіті          | 2:1          | Стокпорт Каунті         |
| 24 січня              | Мідлсбро                | 1:2          | Арсенал                 |
| 25 січня              | Стівенідж Боро          | 1:1          | Ньюкасл Юнайтед         |
| 4 лютого Перегравання | Ньюкасл Юнайтед         | 2:1          | Стівенідж Боро          |
| 25 січня              | Манчестер Сіті          | 1:2          | Вест Гем Юнайтед        |
| 26 січня              | Шеффілд Венсдей         | 0:3          | Блекберн Роверз         |

## П'ятий раунд
На цьому етапі зіграли переможці попереднього раунду.
| Дата                   | Господарі               | Рахунок      | Гості                   |
| ---------------------- | ----------------------- | ------------ | ----------------------- |
| 13 лютого              | Шеффілд Юнайтед         | 1:0          | Редінг                  |
| 14 лютого              | Астон Вілла             | 0:1          | Ковентрі Сіті           |
| 14 лютого              | Ньюкасл Юнайтед         | 1:0          | Транмер Роверз          |
| 14 лютого              | Вест Гем Юнайтед        | 2:2          | Блекберн Роверз         |
| 25 лютого Перегравання | Блекберн Роверз         | 1:1 пен. 4:5 | Вест Гем Юнайтед        |
| 14 лютого              | Вімблдон                | 1:1          | Вулвергемптон Вондерерз |
| 25 лютого Перегравання | Вулвергемптон Вондерерз | 2:1          | Вімблдон                |
| 14 лютого              | Лідс Юнайтед            | 3:2          | Бірмінгем Сіті          |
| 15 лютого              | Манчестер Юнайтед       | 1:1          | Барнслі                 |
| 25 лютого Перегравання | Барнслі                 | 3:1          | Манчестер Юнайтед       |
| 15 лютого              | Арсенал                 | 0:0          | Крістал Пелес           |
| 25 лютого Перегравання | Крістал Пелес           | 1:2          | Арсенал                 |

## Шостий раунд
На цьому етапі зіграли переможці попереднього раунду.
| Дата                    | Господарі        | Рахунок      | Гості                   |
| ----------------------- | ---------------- | ------------ | ----------------------- |
| 7 березня               | Ковентрі Сіті    | 1:1          | Шеффілд Юнайтед         |
| 17 березня Перегравання | Шеффілд Юнайтед  | 1:1 пен. 3:1 | Ковентрі Сіті           |
| 7 березня               | Лідс Юнайтед     | 0:1          | Вулвергемптон Вондерерз |
| 8 березня               | Арсенал          | 1:1          | Вест Гем Юнайтед        |
| 17 березня Перегравання | Вест Гем Юнайтед | 1:1 пен. 3:4 | Арсенал                 |
| 8 березня               | Ньюкасл Юнайтед  | 3:1          | Барнслі                 |

## Півфінали
У півфіналах зіграли команди, що перемогли на попередньому етапі.
| Дата     | Господарі               | Рахунок | Гості           |
| -------- | ----------------------- | ------- | --------------- |
| 5 квітня | Вулвергемптон Вондерерз | 0:1     | Арсенал         |
| 5 квітня | Ньюкасл Юнайтед         | 1:0     | Шеффілд Юнайтед |

## Фінал
| 16 травня 1998 |

| Арсенал                  | 2:0      | Ньюкасл Юнайтед |
| ------------------------ | -------- | --------------- |
| Овермарс 23' Анелька 69' | Протокол |                 |

| Вемблі, Лондон Глядачів: 79 183 Арбітр: Пол Геркін |